# María Antònia Canals
Pour les articles homonymes, voir Canals.
Cet article possède un paronyme, voir Maria Canals.
María Antònia Canals est une pédagogue catalane née le 15 novembre 1930 à Barcelone et morte le 29 avril 2022 à Gérone.
Didacticienne en mathématiques, elle a promu l'apprentissage des mathématiques par la manipulation et le jeu. Dans la mouvance de l'éducation nouvelle, elle a construit un corpus de matériels et de connaissances destiné à l'enseignement des mathématiques pour la petite enfance et a formé de nombreux enseignants.
Son approche pédagogique se perpétue dans le projet Canals  destiné à créer une version numérique de ses outils d'apprentissage et  dans le cabinet de matériels et de recherche pour la mathématique à l'école (GAMAR) de l'université de Gérone.
Elle a reçu la Creu de Sant Jordi en 2006 et la médaille d'honneur de la ville de Barcelone en 2009.

## Biographie
María Antònia Canals nait le 15 novembre 1930 dans une famille d'enseignants : sa mère, sa grand-mère paternelle et deux de ses tantes étaient institutrices, sa grand-mère maternelle était professeur et son père ingénieur. Elle commence sa scolarité dans une école Montessori de Barcelone dirigée par une de ses tantes. Elle est ainsi baignée toute jeune dans les méthodes de l'éducation nouvelle.
Son premier projet est de se tourner vers les sciences exactes. Elle entreprend des études en mathématiques et est licenciée en 1953. Elle termine également en parallèle des études pour devenir enseignante, à l'école normale de Tarragone, où elle obtient son diplôme en 1950. Passionnée par la géométrie, elle est cependant déçue de l'université en tant qu'institution et de la manière dont elle dépersonnalise les relations élèves/enseignant. Elle rejette alors l'opportunité qui lui est offerte de poursuivre une thèse en topologie à Francfort.
Elle commence une carrière d'enseignante au lycée français de Barcelone et à l'institut d'enseignement secondaire Joan Maragall. En 1956, elle intègre l'école Talitha (ca), créée par Maria Teresa Codina i Mir (ca) où elle est chargée des petites classes et de  la formation des enseignants. C'est pour elle une expérience décisive concernant l'innovation dans les pratiques d'enseignement et le travail en équipe.

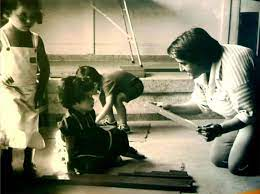
María Antònia Canals en activité avec de jeunes enfants

En 1962, elle quitte l'école Talitha pour monter l'école Ton I Guido destinée à un population pauvre, constituée de migrants et ne bénéficiant que de peu de moyens. Au sein de cette école, pratiquant les méthodes de pédagogie active et cherchant l'intégration des élèves par de  multiples activités, travaillent des enseignants qui vont constituer le noyau de la future Association des maîtres de Rosa Sensat (es) qui est créée en 1965. Dans cette association dont le but est de former les enseignants aux pratiques de l'école nouvelle, Canals est chargée de tout ce qui a trait à l'enseignement des mathématiques. En 1975, elle est professeur de didactique en mathématiques à l'université autonome de Barcelone
En 1979, elle quitte l'école Tom I Guida pour devenir professeur de didactique en mathématiques enfantines à l'école des maitres de Vic. En 1981, elle réussit le concours d'entrée national dans les écoles de formation des maitres. En 1982, elle occupe le poste de didactique de mathématiques à l'université de Gérone. Elle participe aux universités d'été de Rosa Sensat et à de nombreux cours et séminaires à travers l'Espagne.
En 1992, le groupe Perímetre qu'elle contribue à former, s'associe à l'équipe de mathématiques de l'Institut de Ciències de l'Educació (ICE) pour créer l'Associació d'Ensenyants de Matemàtiques de Girona (ADEMGI), que Canals préside jusqu'en 1996. Quand, en 1994, l'ADEMGI rejoint l'Associació de Professors de Matemàtiques de les Comarques Meridionals  pour former la Federació d’Entitats per a l’Ensenyament de les Matemàtiques a Catalunya (FEEMCat), Canals en est également présidente quelques années.
En 2001, elle prend sa retraite mais contribue à promouvoir l'enseignement des mathématiques par la manipulation et le jeu. Grâce au prix Jaume Vicens i Vives, gagné en 2001, Canals conçoit et fait vivre le Cabinet de matériels et de recherches pour la mathématique à l'école (GAMAR). Ce cabinet a pour but d'améliorer la formation des maitres et de développer la compétence des enfants en mathématiques en proposant un espace de réflexion et de découverte d'objets éducatifs.
Vers les années 2009-2013, l'association non gouvernementale Red Educativa Digital Descartes (réseau d'éducation numérique Descartes) entreprend  de convertir le matériel de manipulation présenté par Canals et le projet GAMAR sous une forme numérique et interactive et baptise ce projet du nom de la pédagogue. Le proyecto Canals est né, conçu par une équipe mixte colombienne et espagnole  et s'appuyant sur les dossiers de 2009 de Canals publiés par l'association Rosa Sensat. En 2013, le produit est implémenté pour fonctionner aussi sur tablettes et smartphones.
À partir de 2014, elle anime, au sein de l'association Rosa Sensat, le centre d'activité et de réflexion pour l'enseignement des mathématiques (CAÀREM)
María Antònia Canals meurt le 22 avril 2022 à Gérone.

## Didactique

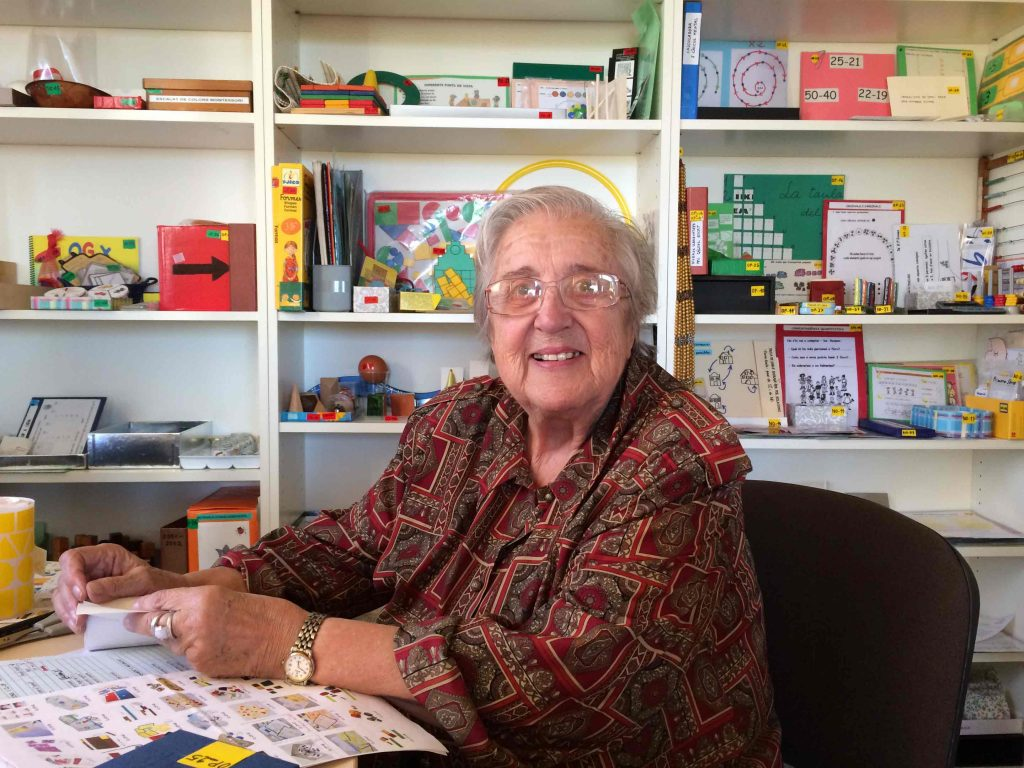
Maria Antònia Canals à la CAÀREM

Le projet éducatif de María Antònia Canals trouve ses sources dans l'éducation nouvelle. Elle est convaincue que c'est par la manipulation de matériel pédagogique que le jeune enfant peut accéder au savoir mathématique. Sa pédagogie est influencée par les didacticiens Maria Montessori, Alexandre Galí (es), Zoltán Pál Dienes, Frédérique Papy, Lucienne Félix et Jean Piaget.
Elle accorde une grande importance au jeu, à l'imagination de l'enfant et pense que la découverte et la compréhension issues d'un problème ouvert sont plus formatrices que les problèmes conduisant à des réponses fermées et mécaniques.
Elle organise les connaissances mathématiques des jeunes enfants en trois types d'actions mentales :
- identifier (activité physique)
- relier (activité mathématique)
- opérer (activité mathématique)

Les enfants commencent par identifier ou reconnaître, par exemple, les quantités d'éléments dans des situations concrètes (avec des matériaux, des dessins, etc.) et  peuvent ensuite les comparer (sur la base de relations d'équivalence et d'ordre) et opérer avec eux.
Sa théorie s'applique à l'apprentissage du nombre mais s'étend aussi aux activités liées à la logique, la mesure et la géométrie.
Au sein de l'association GAMAR, elle a réuni et présenté plus de 300 jeux ou activités concernant les mathématiques et en a elle-même créé quelques-uns, parmi lesquels on peut citer:
- ses réglettes arithmétiques inspirées des réglettes Cuisenaire mais auxquelles elle ajoute des plaques et des cubes pour travailler sur les puissances de deux et trois[18]'[19].
- son jeu de l'étendoir qui consiste à ranger et classifier des chemises qui diffèrent sur plusieurs critères : leur couleur, la longueur de leur manches, le nombre de boutons,... À l'instar des blocs logiques de Dienes, ce jeu permet des activités entrainant à la logique mais, avec le critère numérique sur le nombre de boutons, il permet, en outre, une initiation à la notion du nombre, comparaison, et ordre[20].
- son jeu d'apprentissage de fraction constitué de disques en carton dans lesquels sont colorées des parts de camembert[21].

## Publications
L'activité de María Antònia Canals est très féconde avec plus de  200 ouvrages pédagogiques  publiés de 1973 à 2013 principalement aux éditions Onda, puis aux éditions Alces, aux éditions Canals  et enfin aux éditions de l'association des maitres Rosa Sensat, sans compter ses articles dans les revues de pédagogie. Parmi ses ouvrages, on peut citer
- Per una didàctica de la matemàtica a l’escola. I. Parvulari, 1989
- Vivir las Matemáticas, Octaedro, 2007
- Educación matemática, FESPM, 2009
- La collection des dossiers de Maria Antònia Canals[24]
  - Primeros números y primeras operaciones
  - El trabajo de las fracciones
  - Estadística, combinatoria y probabilidad
  - Lógica a todas las edades
  - Superficies, volúmenes y líneas
  - Transformaciones geométricas
  - Problemas y más problemas
  - Medidas y geometría
  - Números y operaciones II
  - Las regletas
  - Los libros divermat

## Récompenses et reconnaissances
- Médaille du travail en 1986[16]
- Prix Mestres 68 en 1994[9]
- Création d'un prix Maria Canals au premier congrès de mathématiques de la Catalogne en 2000[25]
- Médaille d'or de l'université de Vic en 2000[25]
- Creu de Sant Jordi en 2006[25]
- Médaille d'or de la ville de Barcelone en 2009[25].